# Évidemment (album)
Pour les articles homonymes, voir Évidemment.
Évidemment est une compilation de succès de la chanteuse France Gall période Michel Berger, sortie en 2004
Elle comprend exclusivement des chansons composées par Michel Berger dont deux titres inédits : Une femme, tu sais et La seule chose qui compte.

## Liste des morceaux
| 1.  | Il jouait du piano debout                       | 4:33 |
| 2.  | Résiste                                         | 4:32 |
| 3.  | Le Meilleur de soi-même                         | 3:51 |
| 4.  | Une femme, tu sais (titre inédit)               | 2:44 |
| 5.  | Ça balance pas mal à Paris (avec Michel Berger) | 2:17 |
| 6.  | Ce soir je ne dors pas                          | 3:10 |
| 7.  | Besoin d'amour                                  | 4:57 |
| 8.  | Diego libre dans sa tête                        | 2:57 |
| 9.  | Quand on est enfant                             | 1:50 |
| 10. | Musique                                         | 4:15 |
| 11. | Si l'on pouvait vraiment parler                 | 2:57 |
| 12. | Bébé, comme la vie                              | 3:18 |
| 13. | Aime-la                                         | 3:26 |
| 14. | Si maman si                                     | 2:58 |
| 15. | Tout pour la musique                            | 4:45 |
| 16. | Donner pour donner (avec Elton John)            | 4:26 |
| 17. | Samba mambo                                     | 2:38 |
| 18. | Amor tambien                                    | 2:47 |
| 19. | Comment lui dire ?                              | 3:34 |
| 20. | Viens je t'emmène                               | 4:27 |
| 21. | La Déclaration d'amour                          | 3:22 |

| 1.  | Ella, elle l'a                                | 4:54 |
| 2.  | Cézanne peint                                 | 4:04 |
| 3.  | La Seule chose qui compte (titre inédit)      | 3:55 |
| 4.  | Papillon de nuit                              | 5:00 |
| 5.  | Laissez passer les rêves (avec Michel Berger) | 5:08 |
| 6.  | Message personnel                             | 3:45 |
| 7.  | Les Princes des villes                        | 5:15 |
| 8.  | Évidemment                                    | 3:28 |
| 9.  | Les Élans du cœur (avec Michel Berger)        | 4:47 |
| 10. | Calypso                                       | 3:34 |
| 11. | La Chanson d'Azima                            | 2:47 |
| 12. | C'est bon que tu sois là                      | 3:42 |
| 13. | Babacar                                       | 4:50 |
| 14. | Superficiel et léger (avec Michel Berger)     | 4:53 |
| 15. | Hong-Kong Star                                | 4:19 |
| 16. | Jamais partir (avec Michel Berger)            | 5:10 |
| 17. | Débranche                                     | 4:13 |
| 18. | Plus haut                                     | 4:22 |

## Classements
| Classement (2004-2018)       | Meilleure position |
| ---------------------------- | ------------------ |
| Belgique (Flandre Ultratop)  | 14                 |
| Belgique (Wallonie Ultratop) | 1                  |
| France (SNEP)                | 41                 |
| Suisse (Schweizer Hitparade) | 15                 |

## Certifications
| Région                                                                                                 | Certification | Ventes/Streams |
| --- | ------------- | -------------- |
| France (SNEP)                                                                                          | 2 × Or        | 100 000*       |
| *Ventes selon la certification ^Mise en rayon selon la certification xNon précisé par la certification |               |                |